# CRAIC CR929

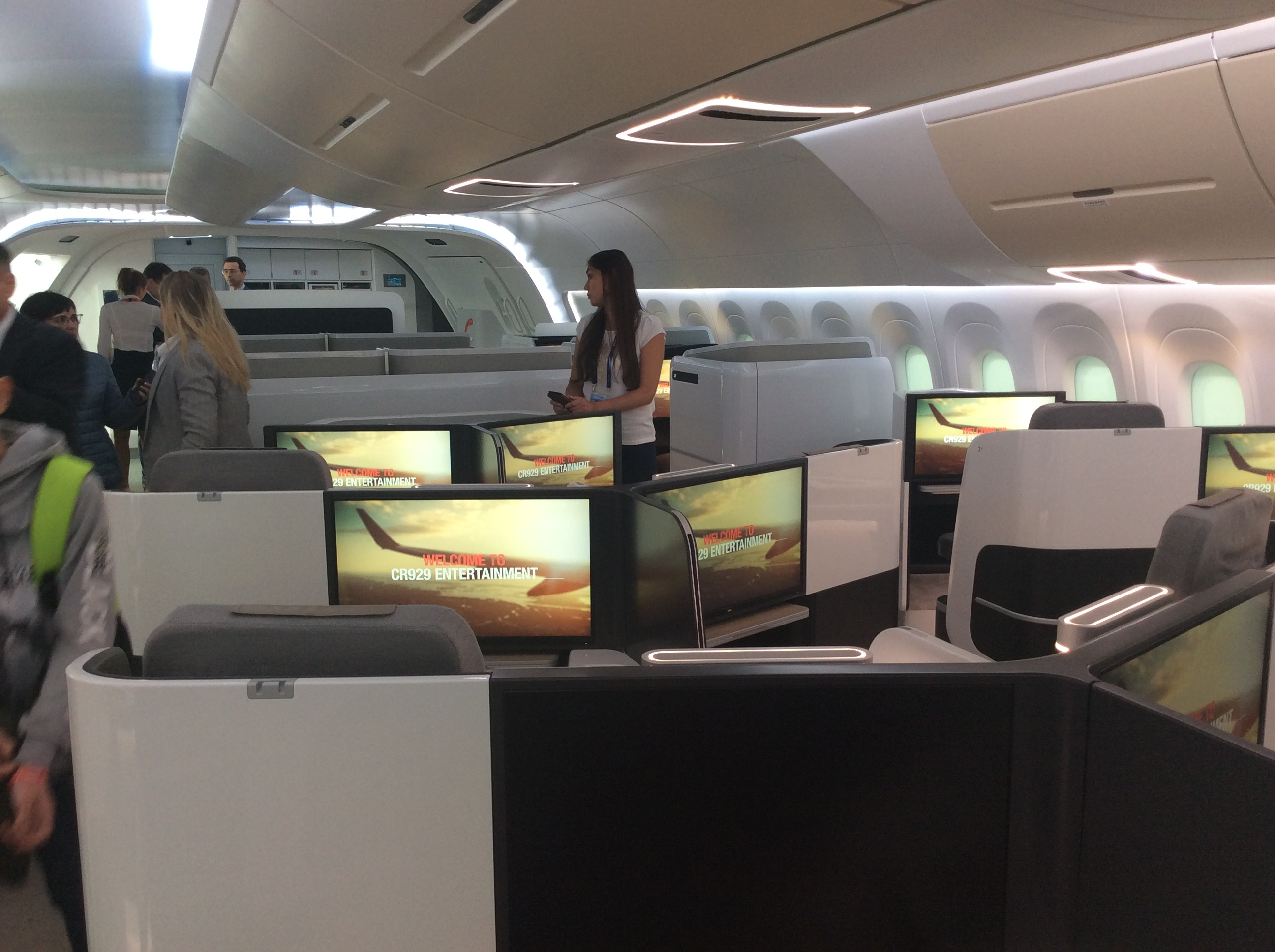
Cabina ejecutiva del CR929

El CRAIC CR929, anteriormente conocido como Comac C929,  es un proyecto de avión de pasajeros bimotor de largo alcance, en desarrollo por la empresa CRAIC, una empresa conjunta entre Comac y United Aircraft Corporation (UAC), para desafiar el duopolio de Airbus y Boeing.

### Aeronaves similares
- Airbus A330neo
- Airbus A350
- Boeing 787